# Ovlociîn, Turiisk
Ovlociîn (în ucraineană Овлочин) este localitatea de reședință a comunei Ovlociîn din raionul Turiisk, regiunea Volînia, Ucraina.

## Demografie
Componența lingvistică a localității Ovlociîn
     Ucraineană (99,66%)
     Alte limbi (0,34%)
Conform recensământului din 2001, majoritatea populației localității Ovlociîn era vorbitoare de ucraineană (99,66%), existând în minoritate și vorbitori de alte limbi.